# Ernest Lluch

Handtekening van Ernest Lluch

Ernest Lluch i Martín (Vilassar de Mar, 21 januari 1937 - Barcelona, 21 november 2000) was  een Spaans en Catalaans socialistisch politicus. Van 1982 tot 1986 was hij Minister van Volksgezondheid. Op 21 november 2000 werd hij in zijn huis in Barcelona doodgeschoten door leden van de Baskische afscheidingsbeweging ETA.

## Biografie
Ernest Llunch studeerde economie aan de Universiteit van Barcelona en later aan de Sorbonne in Parijs. In 1974 hoogleraar in de economie aan de Universiteit van Valencia. Tijdens de militaire dictatuur van Franco werd hij herhaaldelijk gearresteerd vanwege zijn democratische ideeën en activiteiten in de catalanistische verzetsbeweging. Hij was een van de prominente deelnemers aan de Caputxinada waardoor hij op de zwarte lijst van verdachte personen kwam. Hij was actief in de Socialistische Partij van Catalonië.
In  1978 kreeg Spanje een eerste democratische regering, Toen de socialisten in de daaropvolgende verkiezingen wonnen, koos de premier, Felipe González, hem in 1982 als minister van Gezondheid en Consumptie in de eerste linkse regering sedert de Spaanse Burgeroorlog. Een functie die hij tot 1986 uitoefende toen hij werd opgevolgd door Julián García Vargas.
In mei 1986 werd hij benoemd tot hoogleraar geschiedenis van het economisch denken aan de Universiteit van Barcelona in  Van 1989 tot 1995 was hij directeur van de Menéndez Pelayo Internationale Universiteit te Santander.
In vroege ochtend van 21 november 2000 liep Lluch naar zijn auto in de parkeergarage onder zijn flatgebouw aan de Avinguda de Xile, waar hij werd opgewacht door ETA-leden die hem met twee pistoolschoten vermoordden.
Ernest Lluch stond bekend als tolerant man die voorstander was van een dialoog om het Baskische probleem op te lossen.
Twee dagen na zijn dood hebben bijna een miljoen mensen in Barcelona betoogd tegen de Baskische terreurbeweging ETA. Een protest, waaraan ook de conservatieve premier Aznar en de socialistische oppositieleider Zapatero deelnamen.
In 2001 kreeg hij postuum de Eremedaille van het parlement van Catalonië.
- Biblioteca Nacional de España: XX975822
- Bibliothèque nationale de France: cb121460435 (data)
- Catàleg d'autoritats de noms i títols de Catalunya: 981058513014306706
- Gemeinsame Normdatei: 12950341X
- International Standard Name Identifier: 0000 0001 2096 4366
- Library of Congress Control Number: n82050828
- Nationale bibliotheek van Australië: 35683880
- Nederlandse Thesaurus van Auteursnamen: 149422571
- Istituto Centrale per il Catalogo Unico: RMLV030158
- Système universitaire de documentation: 029941881
- Virtual International Authority File: 76353443
- WorldCat: E39PBJjxpMRqRPWyPkPwtXrKBP